# Pliopontonia furtiva
Pliopontonia furtiva är en kräftdjursart som beskrevs av Bruce 1973. Pliopontonia furtiva ingår i släktet Pliopontonia och familjen Palaemonidae. Inga underarter finns listade i Catalogue of Life.